# Agonum corvus
Agonum corvus är en skalbaggsart som beskrevs av Leconte 1860. Agonum corvus ingår i släktet Agonum och familjen jordlöpare. Inga underarter finns listade i Catalogue of Life.